# Nicola D’Onofrio
Nicola D’Onofrio (ur. 24 marca 1943 w Villamagna; zm. 12 czerwca 1964 w Rzymie) – włoski kamilianin, Czcigodny Sługa Boży Kościoła katolickiego.

## Życiorys
Urodził się 24 marca 1943 roku we włoskiej miejscowości Villamagna. Jego rodzicami byli Giovanni i Virginia Ferrara. W dniu 27 marca 1943 roku został ochrzczony w kościele parafialnym Najświętszej Maryi Panny. Wychował się bardzo religijnej rodzinie. W dniu 8 czerwca 1950 roku przystąpił do pierwszej Komunii Świętej. Pewnego dnia kapłan z zakonu św. Camilles, pochodzący z jego wsi zachęcił go do wstąpienia seminarium w Rzymie, lecz rodzice sprzeciwili się. W dniu 3 października 1955 roku wstąpił do seminarium. 6 października 1960 roku rozpoczął nowicjat w zakonie, a w dniu 7 października 1961 roku w święto Matki Boskiej Różańcowej złożył śluby zakonne. Pod koniec 1962 roku zaczął odczuwać pierwsze objawy choroby. Po szczegółowych badaniach zdiagnozowano u niego nowotwór. W dniu 30 czerwca 1963 roku przeszedł operację, która nie zahamowała rozwoju choroby. Zmarł 12 czerwca 1964 roku mając 21 lat w opinii świętości.
Obecnie trwa jego proces beatyfikacyjny.